# 윤딴딴
윤딴딴(본명: 윤종훈, 1990년 12월 2일 ~)은 2014년 데뷔한 대한민국의 싱어송라이터이다. 예명은 고등학교 시절 반에서 유일한 예체능 전공이라 담임 선생님이 ‘딴따라’라고 부르던 것에서 유래하며, 독창성과 독보적인 색깔이 있다는 생각이 들어서 예명으로 삼았다고 한다.자신을 나타내기에 기획사가 없는 것이 좋다는 판단으로 데뷔 이후 어떠한 회사에도 소속되지 않았다가, 2018년 1월 8일부터 매직스토리베리에서 활동하고 있다. 데뷔곡인 〈겨울을 걷는다〉로 큰 인기를 얻었다.
그는 2022년 가수 은종 결혼하며 ‘뮤지션 커플’로 대중의 관심을 받았다. 당시 윤딴딴은 인터뷰와 SNS 등을 통해 은종에 대한 깊은 애정을 드러낸 바 있다. 그는 과거 경제적으로 어려웠던 시절, 자신에게 먼저 손을 내밀어준 은종을 언급하며 “그녀가 없었다면 지금의 나는 없었을 것”이라고 말했다. “늘 노래로 사람들의 삶을 이야기해왔는데, 이제는 내 인생에도 큰 축제가 찾아왔다”며, 소박한 결혼식을 계획하고 있다는 소식과 함께 앞으로도 인생을 노래하는 가수로 살아가겠다고 전했다.
그러나 2025년 6월 14일, 아내 은종은 자신의 SNS를 통해 협의 이혼 절차를 진행 중이라고 밝혔다. 은종은 1년간 진행된 상간소송에서 승소한 사실을 알리며, 결혼 생활 중 외도와 폭력으로 인해 관계 회복이 불가능한 상황에 이르렀다고 밝혔다.

## 학력
- 안산공업고등학교
- 백석대학교 기독교실용음악

## 음반 목록

### 미니 음반
| 순서 | 정보                                      | 트랙 리스트 |
| ---- | ----------------------------------------- | --- |
| 1    | 《딴딴한 시작》 - 발매일: 2016년 4월 19일 | 1. 윤딴딴 2. 욕심인가요 3. 겨울을 걷는다 4. 친하게 지내자 5. ㄴㄴㄴ 6. 겨울을 걷는다 (Inst.) 7. ㄴㄴㄴ (Inst.) |
| 2    | 《덥딴》 - 발매일: 2017년 6월 5일         | 1. 여름에 2. 휴가철 도로 위 3. 술이 웬수라서 4. 새벽더위                                                       |
| 3    | 《자취방에서》 - 발매일: 2018년 4월 25일  | 1. 방콕송 2. 흘러가네 3. 자취방에서 4. 잘 될 거예요 5. 별거있냐구 (Live ver.)                                  |

### 디지털 싱글
| 순서 | 정보                                                     | 트랙 리스트 |
| ---- | -------------------------------------------------------- | --- |
| 1    | 〈반오십〉 - 발매일: 2014년 2월 14일                     | 1. 친하게 지내자 (Original Ver.) 2. 겨울을 걷는다 3. 그대 눈에 톡 4. 친하게 지내자 (New Ver.) 5. 겨울을 걷는다 (Studio Live Ver.) |
| 2    | 〈함께〉 - 발매일: 2014년 7월 3일                        | 1. Baby그대 2. 함께 |
| 3    | 〈우산이 두갠데〉 - 발매일: 2014년 9월 15일              | 1. 우산이 두갠데 |
| 4    | 〈사랑의 시작은 이사에서부터〉 - 발매일: 2015년 3월 10일 | 1. 사랑의 시작은 이사에서부터 (With 은종)                                                                                         |
| 5    | 〈ㄴㄴㄴ〉 - 발매일: 2015년 10월 28일                    | 1. ㄴㄴㄴ |
| 6    | 〈윤딴딴〉 - 발매일: 2016년 1월 5일                      | 1. 윤딴딴 |
| 6    | 〈27살의 고백〉 - 발매일: 2016년 11월 6일                | 1. 27살의 고백 |
| 6    | 〈니가 보고싶은 밤〉 - 발매일: 2017년 2월 20일           | 1. 니가 보고싶은 밤 |
| 7    | 〈밤에 잠이 안 올 때〉 - 발매일: 2017년 11월 9일         | 1. 밤에 잠이 안 올 때 |
| 8    | 〈혹시 모르니까〉 - 발매일: 2018년 10월 12일             | 1. 혹시 모르니까 2. 혹시 모르니까 (Inst.)                                                                                         |
| 9    | <잘 살고 있지롱> - 발매일: 2019년 6월 12일               | 1. 잘 살고 있지롱 2. 잘 살고 있지롱 (inst.)                                                                                       |

### 콜라보레이션
| 순서 | 정보                                              | 트랙 리스트 |
| ---- | ------------------------------------------------- | ----------- |
| 1    | 〈여름꽃〉 (With 그_냥) - 발매일: 2016년 6월 13일 | 1. 여름꽃   |

### 참여 음반
| 순서 | 정보                                                                      | 트랙 리스트 |
| ---- | ------------------------------------------------------------------------- | --- |
| 1    | 〈산사춘Song 2014〉 - 발매일: 2014년 7월 28일                             | 1. 산사춘Song (당신께 할말이 있어요) 2. 산사춘Song (Inst.)                                                            |
| 2    | 〈다시 만난 세계 OST Part.4〉 - 발매일: 2017년 8월 9일                    | 1. 다시 만날거야 2. 다시 만날거야 (Inst.)                                                                             |
| 3    | 〈더 패키지 OST Part.5〉 (With 은하) - 발매일: 2017년 11월 3일            | 1. 오늘따라 예쁘다 2. Imagine 3. 오늘따라 예쁘다 (Inst.)                                                              |
| 4    | 〈이런 꽃 같은 엔딩 OST Part.1〉 - 발매일: 2018년 1월 24일                | 1. 잘 해보려는 나 알 수 없는 너 2. 잘 해보려는 나 알 수 없는 너 (Melody Ver.) 3. 잘 해보려는 나 알 수 없는 너 (Inst.) |
| 5    | 〈투유 프로젝트 - 슈가맨2 Part.4〉 (With 양요섭) - 발매일: 2018년 2월 5일 | 1. 경아의 하루 2. 아스피린                                                                                            |
| 6    | 〈김비서가 왜 그럴까 OST Part.7〉 - 발매일: 2018년 7월 5일                | 1. 토로 2. 토로 (Inst.)                                                                                               |

## 출연 작품

### 텔레비전 프로그램
- 2016년 Mnet 너의 목소리가 보여 - 알프스 청정보이스 요들레이 청년
- 2018년 JTBC 투유 프로젝트 - 슈가맨
- 2019년 MBC 미스터리 음악쇼 복면가왕 - 찍소리 금지! 시골쥐 서울쥐 < 참가자 >

## 논란
2025년 6월 14일, 윤딴딴의 아내 가수 은종은 자신의 SNS를 통해 윤딴딴과의 결혼 생활이 사실상 마무리 단계에 있으며, 현재 협의 이혼 절차를 진행 중이라고 밝혔다. 은종은 1년간 진행된 상간소송에서 승소한 사실을 알리며, 결혼 생활 중 외도와 폭력, 반복된 갈등으로 인해 관계 회복이 불가능한 상황에 이르렀다고 밝혔다.